# Messlingtjärnen
Messlingtjärnen är en sjö i Härjedalens kommun i Härjedalen och ingår i Ljusnans huvudavrinningsområde. Sjön har en area på 0,0504 kvadratkilometer och ligger 820,3 meter över havet.

## Delavrinningsområde
Messlingtjärnen ingår i det delavrinningsområde (695218-133599) som SMHI kallar för Ovan 695448-133570. Medelhöjden är 824 meter över havet och ytan är 1,46 kvadratkilometer. Räknas de 2 avrinningsområdena uppströms in blir den ackumulerade arean 6,68 kvadratkilometer. Vattendraget som avvattnar avrinningsområdet har biflödesordning 3, vilket innebär att vattnet flödar genom totalt 3 vattendrag innan det når havet efter 395 kilometer. Avrinningsområdet består mestadels av skog (87 procent). Avrinningsområdet har 0,05 kvadratkilometer vattenytor vilket ger det en sjöprocent på 3,3 procent.